# Magnolian
Magnolian, właśc. Bajasgalan Dölgöön (mong. Баясгалан Дөлгөөн) – mongolski muzyk indie-folkowy, piosenkarz i autor utworów.
Swoje utwory wykonuje głównie w języku angielskim. W czerwcu 2015 r. wystąpił na Playtime, największym festiwalu muzycznym w Mongolii. We wrześniu tegoż roku wydał swój pierwszy singiel pt. „Someday”, wykonany wraz z Enchdżin Batdżargal. Utwór stał się lokalnym hitem muzyki alternatywnej i dotarł do pierwszej dwudziestki na listach przebojów.
W lipcu 2016 r. wydał EP-kę pt. Famous Men. W październiku 2016 r. muzyk wystąpił na festiwalu Zandari Festa w Korei Południowej.